# Batalion ON „Leszno”

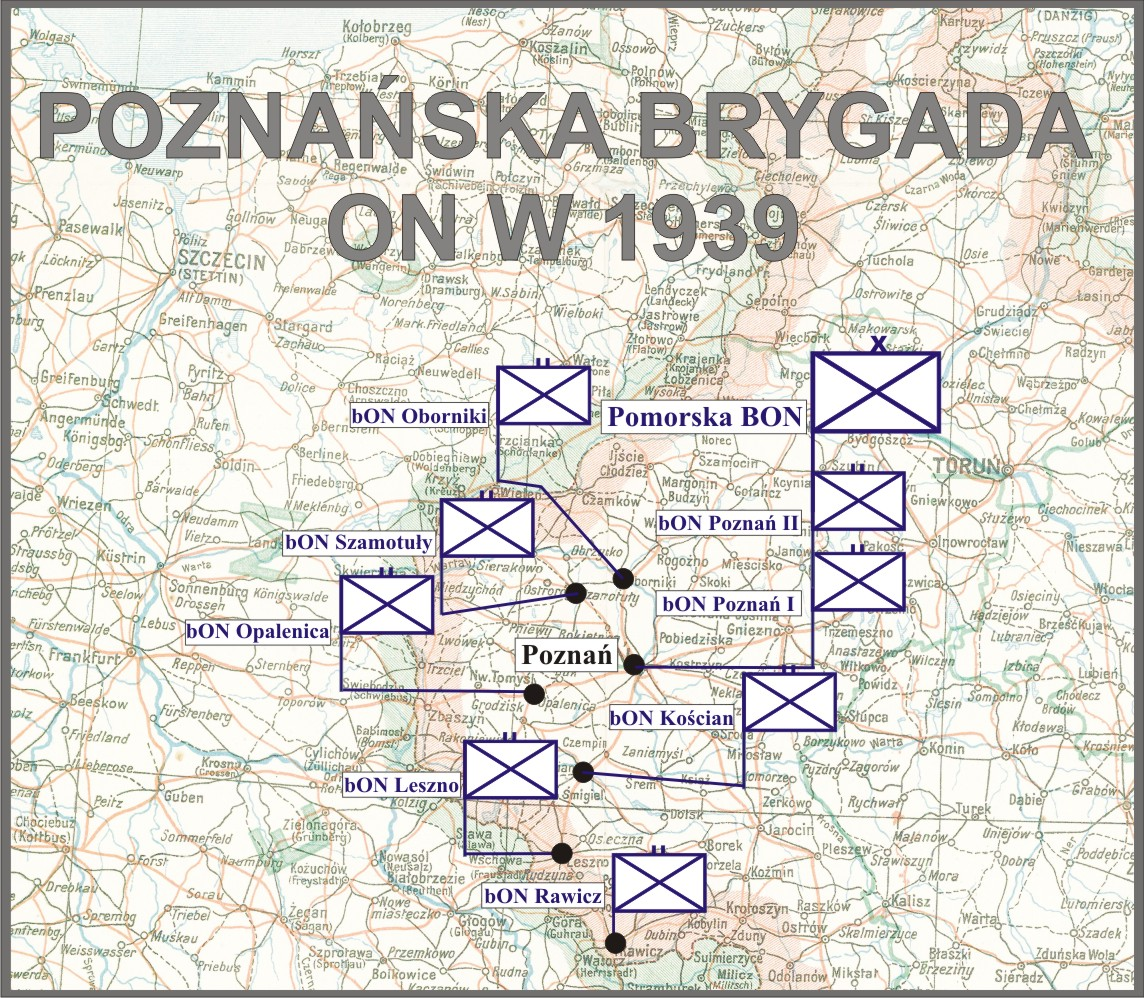
Poznańska Brygada ON

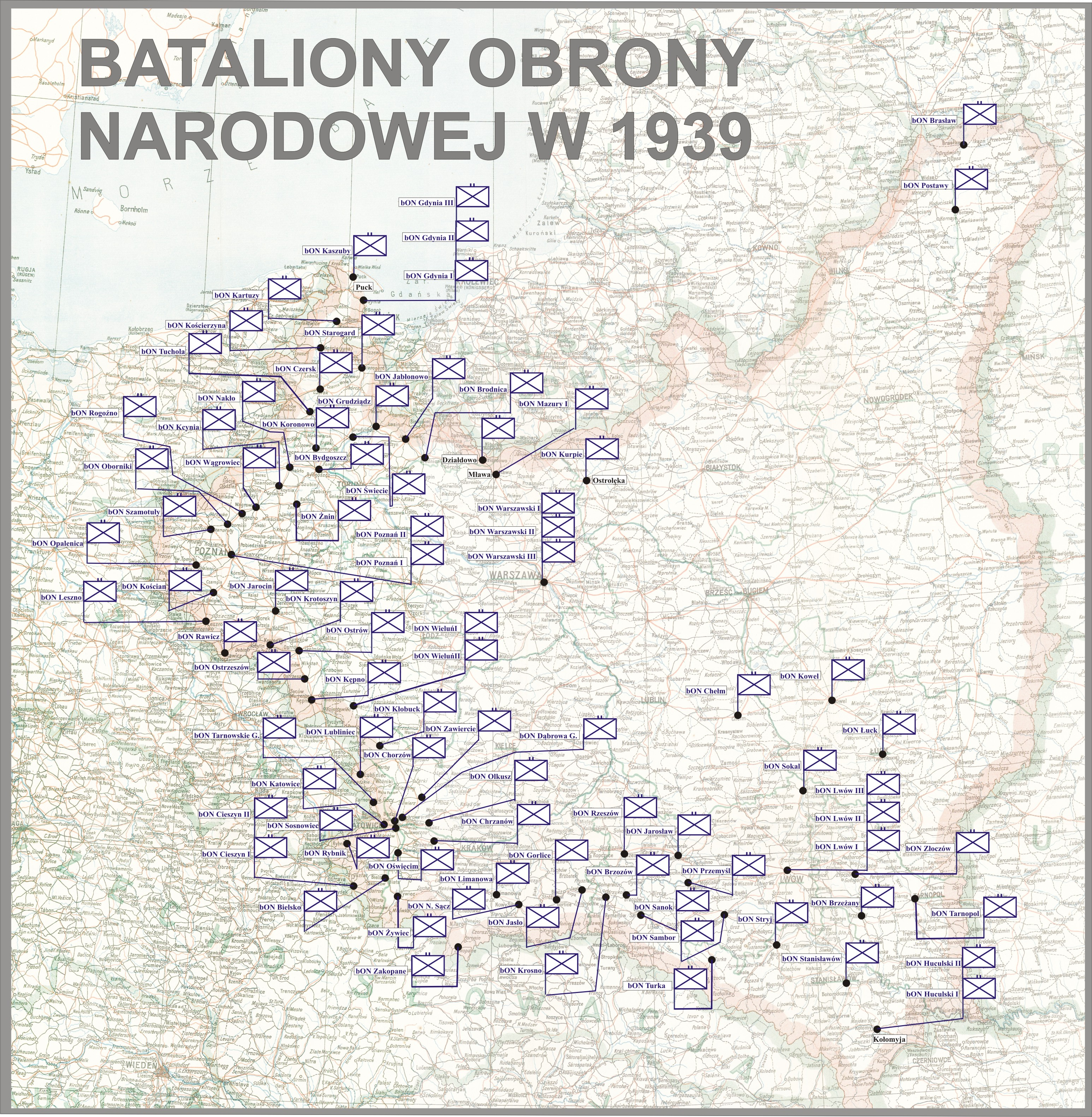
Obrona Narodowa w 1939

Leszczyński Batalion ON (batalion ON „Leszno”) – pododdział piechoty Wojska Polskiego II RP.

## Organizacja i formowanie
Batalion został sformowany w maju 1939 roku, w składzie Poznańskiej Brygady Obrony Narodowej, według etatu batalionu ON typ IV. Kadrę dowódczą batalionu stanowili oficerowie zawodowi 55 Poznańskiego pułku piechoty oraz powoływani do służby oficerowie rezerwy. Pełny stan osobowy batalion ON „Leszno” osiągnął po mobilizacji 24 sierpnia 1939.  Po mobilizacji w dniu 28 sierpnia 1939 stan osobowy batalionu wynosił: 20 oficerów, 126 podoficerów i 573 szeregowców. 

## Leszczyński batalion ON w kampanii wrześniowej
Kampanię wrześniową rozpoczął w składzie Wielkopolskiej BK.

## Obsada personalna
dowództwo batalionu i pododdziałów:
- dowódca – kpt. Franciszek Galica
- adiutant batalionu – por. rez. Boguchwał Kołodziejczyk (do 4 IX i od 10 IX 1939), por. rez. Mieczysław Paul (od 4 do 10 IX 1939)
- lekarz batalionu - kpt. lek. Teofil Jurga
- dowódca 1 kompanii ON „Leszno I” – por. rez. Franciszek Stefan Lichnowski
  - dowódca I plutonu - ppor. rez. Sylwester Smykowski
  - dowódca II plutonu - ppor. rez. Marian Bogajski
  - dowódca III plutonu - ppor. rez. Paweł Matuszewski
  - dowódca plutonu ckm - chor. Michał Zygmunt
- dowódca 2 kompanii ON "Leszno II"(„Osieczna”) – kpt. Tomasz Urbański
  - dowódca I plutonu - ppor. rez. Henryk Kabza
  - dowódca II plutonu - ppor. rez. Florian Bartkowski
  - dowódca III plutonu - ppor. rez. Wacław Ołtuszewski
  - dowódca plutonu ckm - NN
- dowódca 3 kompanii ON „Krzywiń” – por. rez. Henryk Klabiński
  - dowódca I plutonu - ppor. rez. Ludwik Benyskiewicz
  - dowódca II plutonu - ppor. rez. Henryk Kołodziejczyk
  - dowódca III plutonu - ppor. rez. Antoni Jakubowski
  - dowódca plutonu ckm - ppor. rez. Wojciech Cieśliczak
- dowódca plutonu kolarzy – ppor. rez. Edmund Ratajczak
- dowódca plutonu łączności – NN
- dowódca plutonu ppanc. (bez dział ppanc.) – ppor. rez. Bolesław Skomura

## Uzbrojenie (faktyczne)
- 6 ciężkich karabinów maszynowych Hotchkiss wz.14[4]
- 27 ręcznych karabinów maszynowych "Chauchat"[4]
- 1 moździerz piechoty 81 mm wz. 31[4]
- 697 karabinów wz.16[4] Lebel
- 948 granatów[4]